# Megachile prosopidis
Megachile prosopidis är en biart som beskrevs av Cockerell 1900. Megachile prosopidis ingår i släktet tapetserarbin, och familjen buksamlarbin. Inga underarter finns listade i Catalogue of Life.